# Sherlock Gnomes
Sherlock Gnomes ist ein US-amerikanisch-britischer Computeranimationsfilm von John Stevenson aus dem Jahr 2018, der lose auf der von Arthur Conan Doyle geschaffenen Figur Sherlock Holmes basiert.

## Handlung
Die Handlung beginnt mit dem Verschwinden zahlreiche Gartenzwerge aus London. Gnomeo und Julia suchen Hilfe bei dem berühmten Detektiv Sherlock Gnomes und seinem Assistenten Watson. Gemeinsam verfolgen sie die Spuren der Entführten durch verschiedene Orte der Stadt.
Sherlock vermutet, dass sein Erzfeind Moriarty hinter den Entführungen steckt. Während der Ermittlungen fühlt sich Watson von Sherlock nicht ausreichend geschätzt und zweifelt an seiner Loyalität. Schließlich stellt sich heraus, dass Moriarty überlebt hat und die Entführungen inszenierte, um die Zwerge zu zerstören. Sherlock, Gnomeo, Julia und Watson können ihn aufhalten und die Zwerge retten.

## Produktion und Veröffentlichung
Im März 2012 wurde berichtet, dass der Film bei Rocket Pictures entwickelt wurde. Emily Cook, Kathy Greenberg, Andy Riley und Kevin Cecil, vier der neun Autoren des ersten Films, sollten das Drehbuch für den Film schreiben. Steve Hamilton Shaw und David Furnish produzierten den Film, und Elton John komponierte erneut neue Songs für den Film. Der Film würde Sherlock Gnomes zeigen, „den größten Zierdetektiv“, der von den Charakteren aus dem ersten Film angeheuert wurde, der versuchen würde, das Geheimnis des Verschwindens von Gnomen zu lösen.
Im September 2012 wurde berichtet, dass John Stevenson, einer der Regisseure von Kung Fu Panda, den Film inszenieren sollte. Kelly Asbury, die Regisseurin des ersten Films, konnte die Fortsetzung nicht inszenieren, da sie mit Die Schlümpfe – Das verlorene Dorf für Sony Pictures Animation. Er war jedoch als kreativer Berater an der Fortsetzung beteiligt und wiederholte seine Rolle als Red Goon Gnomes.
Der Film sollte ursprünglich am 12. Januar 2018 in den USA veröffentlicht werden. Im Mai 2017 wurde der Film zwei Monate auf den 23. März 2018 verschoben. In Großbritannien wurde es am 11. Mai 2018 veröffentlicht.

## Synchronisation
| Rolle           | Originalsprecher | Deutscher Sprecher |
| --------------- | ---------------- | ------------------ |
| Sherlock Gnomes | Johnny Depp      | David Nathan       |
| Dr. Watson      | Chiwetel Ejiofor | Gerhard Jilka      |
| Gnomeo          | James McAvoy     | Johannes Raspe     |
| Julia           | Emily Blunt      | Maren Rainer       |
| Benny           | Matt Lucas       | Stefan Günther     |
| Bridge Operator | Stephen Wight    | Pascal Fligg       |
| Fawn            | Ozzy Osbourne    | Gudo Hoegel        |
| Goons           | Kelly Asbury     | Hans-Georg Panczak |
| Herr Capulet    | Richard Wilson   | Erich Ludwig       |
| Irene           | Mary J. Blige    | Natascha Geisler   |
| Lady Bluebury   | Maggie Smith     | Angelika Bender    |
| Moriarty        | Jamie Demetriou  | Benedikt Gutjan    |